# Tarcenay-Foucherans
Tarcenay-Foucherans – gmina we Francji, w regionie Burgundia-Franche-Comté, w departamencie Doubs. W 2013 roku liczba ludności wynosiła 1480 mieszkańców. 
Gmina została utworzona 1 stycznia 2019 roku z połączenia dwóch ówczesnych gmin: Foucherans oraz Tarcenay. Siedzibą gminy została miejscowość Tarcenay. 